# Scott Edwards (Cricketspieler)
Scott Andrew Edwards (* 23. August 1996 in Tonga) ist ein niederländischer Cricketspieler, der seit 2018 für die niederländische Nationalmannschaft spielt.

## Kindheit und Ausbildung
Edwards wurde in Tonga geboren, da sein Vater dort arbeitete, wuchs dann jedoch in Victoria in Australien auf. Seine Großmutter war Niederländerin und zog nach dem Krieg nach Australien. Nach der Schule ging er in die Niederlande und spielte dort Clubcricket für Excelsior im Umland von Rotterdam. Daraufhin ging er nach Australien zurück, um eine Ausbildung als Elektriker zu beginnen, brach diese jedoch ab, als er eine Chance in den Niederlanden als Cricketspieler bekam.

## Aktive Karriere
Edwards gab sein Debüt im Nationalteam im Juni 2018 bei einem heimischen Twenty20-Drei-Nationen-Turnier gegen Irland. Im August folgte dann sein Debüt im ODI-Cricket gegen Nepal. Er konnte sich im Twenty20-Team etablieren und beim ICC Men’s T20 World Cup Qualifier 2019 erreichte er mit dem Team die Qualifikation für die Weltmeisterschaft. Ab 2021 war er dann auch vermehrt in den ODIs der niederländischen Mannschaft innerhalb der ICC Cricket World Cup Super League 2020–2023 zum Einsatz. Im Mai 2021 erzielte er gegen Schottland ein Fifty über 56 Runs. Bei der dann verschobenen ICC Men’s T20 World Cup 2021 war seine beste Leistung 21* Runs gegen Namibia. Im Januar 2022 reiste er mit dem Team nach Katar für eine Tour gegen Afghanistan. Dort gelangen ihm in allen drei ODIs jeweils ein Fifty (68, 86 und 54 Runs), wofür er als Spieler der Serie ausgezeichnet wurde, auch wenn die Niederlande alle Spiele verloren. Im Juni kamen die West Indies in die Niederlande und Edwards gelang ein Fifty über 68 Runs. Kurz darauf folgte eine ODI-Serie gegen England und auch hier gelangen in allen drei Spielen jeweils ein Fifty (72*, 78 und 64 Runs). Nachdem Pieter Seelaar als Kapitän zurückgetreten war, übernahm Edwards seine Nachfolge. Bei der letzten Tour des Sommers gegen Pakistan konnte er noch ein weiteres Fifty über 71* Runs erreichen. In der Saison 2022/23 war er im Team für den ICC Men’s T20 World Cup 2022, wobei er gegen Sri Lanka 21 Runs erreichte.
Beim ICC Cricket World Cup Qualifier 2023 konnte er zunächst gegen Simbabwe ein Fifty über 83 Runs erzielen. Für 67* Runs im folgenden Spiel gegen die Vereinigten Staaten wurde er als Spieler des Spiels ausgezeichnet. Zwei weitere Fifties gelangen ihm gegen die West Indies (67 Runs) und Sri Lanka (67* Runs), womit er einen wichtigen Anteil an der Qualifikation der Niederlande für die Weltmeisterschaft hatte.